# 黒田高政 (東蓮寺藩主)
黒田 高政（くろだ たかまさ）は、筑前東蓮寺藩の初代藩主。

## 生涯
慶長17年（1612年）、福岡城にて父・福岡藩初代藩主黒田長政と母・栄姫との間に四男として生まれる。黒田家には通字で「たか」と読む字に「高」と「隆」の2種類があるため、別表記で隆政とされることもある。「高」の字は祖父の孝高より1字を取ったものと思われ、同じく通称として「黒田官兵衛」を名乗った。
元和9年（1623年）、父の死去による遺言で、兄忠之より4万石を与えられて東蓮寺藩を立藩し、初代藩主となった。市正、薩摩守に叙任される。
寛永14年（1637年）、島原の乱に参陣して武功を挙げたが、寛永16年（1639年）11月13日、桜田の江戸藩邸にて28歳で死去した。嗣子がなく、兄忠之の次男・之勝が跡を継いだ。
直方山部に東蓮寺藩主菩提寺、臨済宗雲心寺を建立開基、開山には帰依していた大徳寺の江月宗玩を迎えた。高政は宗玩と大変親しく、複数の書状が各所に残る。京都大徳寺龍光院には、宗玩の為に庵を建立した。
所用の甲冑および父・長政写しの兜「一の谷形兜」が、東京国立博物館に所蔵されている。

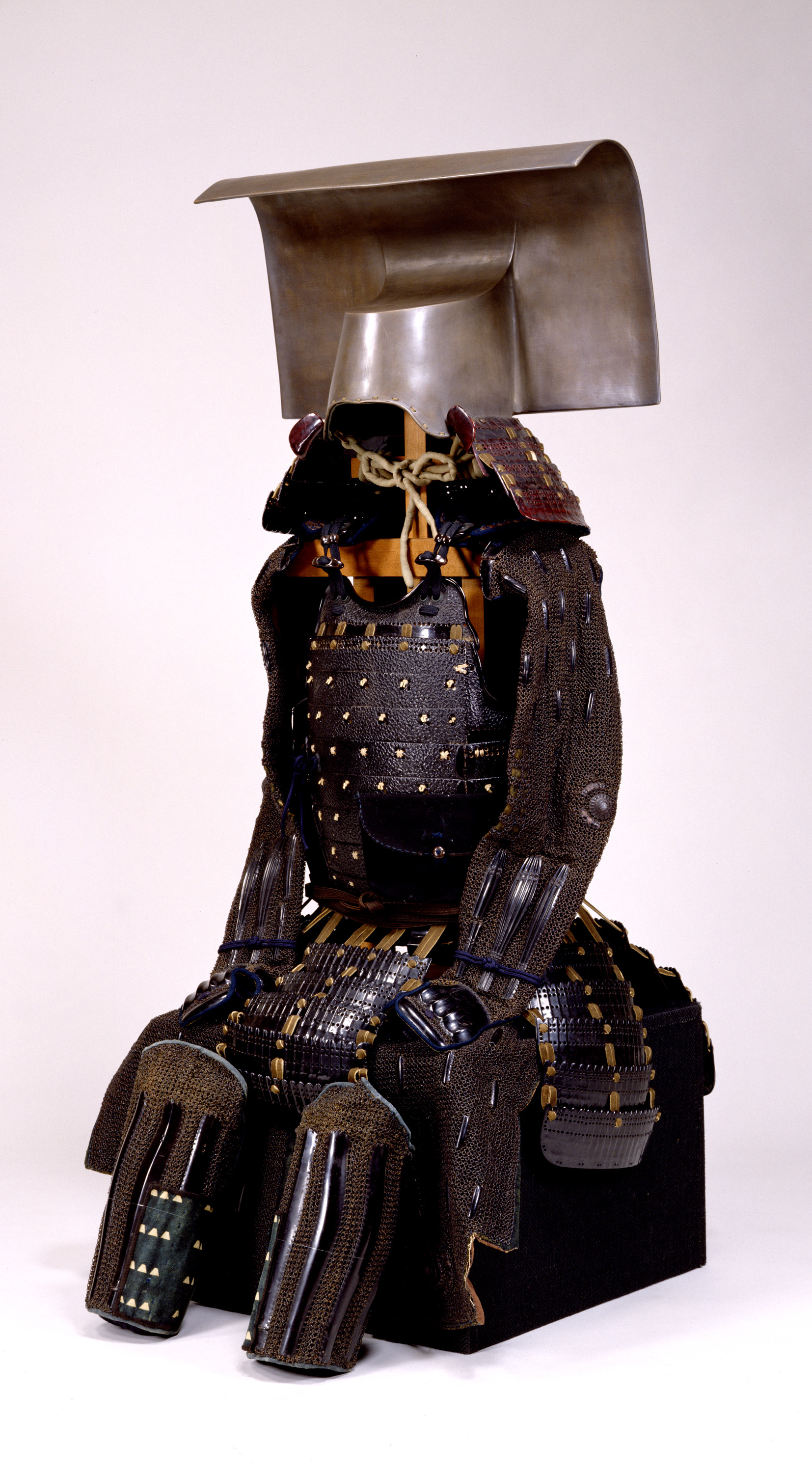
黒糸威胴丸具足（東京国立博物館所蔵）